# S/2004 S 6
S/2004 S 6 este desemnarea provizorie a unui obiect de praf văzut orbitând în jurul lui Saturn foarte aproape de inelul F. Nu este clar dacă este doar o grămadă trecătoare de praf sau dacă există un satelit solid în miezul său.
A fost văzut pentru prima dată de oamenii de știință în imaginile realizate de sonda Cassini-Huygens pe 28 octombrie 2004 și anunțat pe 8 noiembrie a acelui an.  Pare a fi cel mai bine urmărit obiect din această regiune, cu cel puțin cinci observații probabile în perioada de până la sfârșitul anului 2005. În comparație, două obiecte din vecinătatea inelului F ( S/2004 S 3 și S/2004 S 4 ) care au fost văzute pentru prima dată cu câteva luni mai devreme nu au fost recuperate cu încredere. Cu toate acestea, continuă să fie neclar dacă există un miez solid pentru S/2004 S 6 sau dacă este doar o aglomerare tranzitorie de praf care se va disipa pe o scară de timp de ani sau luni. În special, o secvență imagistică care acoperă o întreagă perioadă orbitală cu o rezoluție 4 km făcută pe 15 noiembrie 2004 (la scurt timp după descoperirea lui S/2004 S 6) nu a reușit să recupereze obiectul, în timp ce acesta a fost văzut din nou mai târziu. Condițiile de iluminare din partea lui S/2004 S 6 a orbitei au fost diferite în timpul acestor două observații, totuși, descoperirea fiind făcută atunci când regiunea era puternic iluminată din spate de soare. O soluție sugerată a absenței în noiembrie este că vizibilitatea lui S/2004 S 6 se datorează în primul rând unui nor difuz de praf fin, care este mult mai strălucitor în lumina împrăștiată înainte (condițiile imaginii de descoperire) și că miezul solid (dacă există) este mic. 
S/2004 S 6 a fost văzut atât în interiorul, cât și în exteriorul inelului F principal, iar orbita sa trebuie să traverseze inelul. Calculele atente arată că obiectul trece periodic prin materialul inelului, ajungând la 1,5 km de miezul cel mai dens, de ex. pe 9 aprilie 2005. S-a sugerat că o structură în spirală în materialul subțire din jurul inelului F ar fi putut fi o consecință a acestui fapt.
Aureola de praf văzută în imagini este considerabilă, având o lungime de în jur de 2000 km. Obiectul solid, dacă există, nu ar fi mai mare de 3-5 km în diametru în funcție de luminozitate.
Dovezi suplimentare au venit în 2008, deoarece se pare că S/2004 S 6 sau un corp ca acesta este necesar pentru a explica dinamica inelului F. 